# Arquímedes Herrera
Arquímedes Herrera (Bobures, 8 de agosto de 1935 - Maracaibo, 30 de mayo de 2013) fue un atleta venezolano que compitió en las pruebas de velocidad. Nacido en el municipio Sucre del Estado Zulia, fue uno de los velocistas más explosivos de la generación de los “Superdotados del atletismo” que entrenaba el húngaro Ladislao Lazar. Junto con Rafael Romero, Lloyd Murad y Hortencio Fucil, integró la posta 4 x 100 venezolana que clasificó a las finales de los Juegos Olímpicos de Tokio 1964, ubicándose como la sexta mejor del mundo.
Individualmente participó en dos olimpiadas, Tokio 1964 y México 1968, figurando como semifinalista en las pruebas de 100 y 200 metros planos en la primera de ellas. Fue doble campeón Suramericano en 1961(Perú) y 1963 (Colombia), mismo año en el que batiría la marca panamericana de los 100 metros planos con un crono de 10,2 segundos, hazaña lograda en los Juegos Panamericanos de São Paulo 1963, Brasil, donde obtuvo tres medallas. En la final de la prueba de los 200 m tres atletas cruzaron la línea de llegada con el mismo tiempo 21,2 segundos. El Foto finish definió que el venezolano Rafael Romero se quedara con el oro; el norteamericano Ollan Cassell, con la plata; y Arquímedes Herrera, con el bronce. En 1964 igualó el récord mundial de 200 metros planos al correrlos en 20,5 segundos.
Desde finales de los 70, todavía como atleta activo, empezó a trabajar como entrenador, siendo bastión fundamental en el éxito de las futuras generaciones de atletas zulianos. Durante años su conocimiento también lo implementó como juez nacional e internacional de la Federación Venezolana de Atletismo.
Sus logros le permitieron en 2009 ser exaltado al Salón de la Fama del Deporte Venezolano con más del 60 por ciento de los votos y en el 2011 la Villa Deportiva de Maracaibo es bautizada con su nombre.
Arquímedes Herrera falleció a la edad de 77 años el jueves 30 de mayo del 2013 a las 5:00am a consecuencia de una infección respiratoria complicada con insuficiencia renal.